# CDP323
CDP323 is een kleine molecule die onderzocht werd als therapie voor multiple sclerose. Het was in ontwikkeling door UCB en had de eerste orale M.S.-remmer kunnen worden.

## Werking
De verhoopte werking van CDP323 zou erin bestaan dat het witte bloedcellen kan verhinderen de bloedvaten te verlaten en zo de hersenen binnen te dringen, net als Natalizumab (merknaam: Tysabri). Aangezien bij Relapsing Remitting MS bepaalde witte bloedcellen verantwoordelijk zijn voor de schade in het centraal zenuwstelsel, zou het dan de negatieve effecten van ontsteking kunnen verminderen, in deze eerste phase van het ziekteverloop. Resultaten van dierproeven waren veelbelovend.

## Ontwikkeling
Het onderzoek bevond zich sinds half 2007 in Phase II. Zo'n 300 mensen met M.S. deden in Europa (waaronder ook België & Nederland) en de V.S. mee aan de studie. Ze waren opgedeeld in 3 groepen waarvan 1 placebo-groep, 1 groep met 500mg CDP323 en de laatste groep met 1000mg CDP323. Voorwaarden zijn o.a. dat voorgaande therapie met interferon niet werkzaam of niet leefbaar was. Resultaten werden eind 2008, begin 2009 verwacht. Goedkeuring door de medische autoriteiten werd in gunstige omstandigheden mogelijk in 2013 verwacht.

## Fase II klinische studie stopgezet
UCB en Biogen IDEC maakten op 30/06/2009 bekend dat de Fase II klinische studie van CDP323 voor de behandeling van recidiverende vormen van multiple sclerose (MS), wordt stopgezet.
Een eerste tussentijdse analyse van de werkzaamheid toonde aan dat na een behandelingsperiode van 6 maanden de patiënten in deze studie niet van de verwachte voordelen van CDP323 konden genieten, vergeleken met placebo.